# Niko Bellic
Niko Belić (u originalu napisano kao Niko Bellic) je glavni lik Rockstarove igre Grand Theft Auto IV.
Niko je rođen 1978. godini za vrijeme SFRJ. Njegov otac je bio nasilnik i pijanac koji nikad nije vjerovao kako će njegov sin uspjeti u životu. Ipak Nikova majka, Milica, vjerovala je kako će Niko postati dobra osoba. Kao „gnjevni“ adolescent, sudjelovao je u ratovima na tlu bivše Jugoslavije, gdje je vidio i počinio mnoga zvjerstva, koja su ga duboko pogodila i učinila pa Niko na život gleda cinično, a također ima snažne osjećaje kajanja i depresije. Mnogi Nikovi prijatelji su poginuli. Niko je tako postao „žilav“.
Nakon završetka rata, njegov rođak Roman Belić emigrirao je u SAD u grad Liberty City, koji se bazira na New York. Odatle je stalno Niku pričao kako se obogatio i postao slavan. Tako je Niko doputovao u Liberty City. Po svom dolasku u Ameriku, on opisuje svoju mračnu prošlost rečenicom: „Život je kompliciran, ubijao sam ljude... krijumčario sam ljude... prodavao ljude. Možda će ovdje stvari ipak biti drugačije.“ 
Drugi razlog Nikovog dolaska u Liberty City je potraga za Darkom Brevićem, čovjekom koji je za vrijeme rata izdao jedinicu u kojoj se Niko borio. Ali situacija nije bila onakva kako mu je to prikazao njegov rođak. Roman je zapao u kockarske dugove i u velike opasnosti. Imao je nezavršenih poslova s nekim mafijašima. Niko se morao upustiti u kriminalni život kako bi spasio svoga rođaka. Zbog svog ratnog iskustva, znao je koristiti oružje.
Tijekom igre, Nikovo prezime "Bellic" je pogrešno napisano, a izgovarano Bellick. Pošto su prezimena drugih Srba (Darko Brević i Florijan Kravić) izgovarana pravilno, postoji mogućnost kako je ime "Bellic" jednostavno engleska „verzija“ prezimena Belić.

## Odlazak u SAD
2008. godina. Niko Bellic, imigrant iz Europe, dolazi u Libery City na poluteretnom brodu Platypus, koji je kroz cijelu igru i storyline-packove prikazan kao glavna fronta krijumčarenja heroina i dijamanata u Liberty City(u uvodu je vidljivo kako šef kuhinje, ujedno i diler dijamanata, u hranu skriva ukradeni dijamant). Na brodu se sprijateljio s Egipćaninom Hossanom, kojem otkriva svoju priču: bio je "mlad, glup, kao i svi ljudi koji idu u ratove, ubijao je ljude, švercao je ljude, ali nada se kako će se sada sve promijeniti". Niko je odrastao na selu u lošim uvjetima. Kao mlad, uključio se u Jugoslavenske ratove (najvjerojatnije rat u BiH), gdje je, zajedno sa svojim prijateljima, bio izdan; svi su poginuli, osim njega i dvoje ljudi, od kojih je jedan čovjek koji ih je sve izdao. Nakon rata, Niko je obavljao kriminalne poslove u Europi za Raya Bulgarina, vrlo opasnog šefa ruske mafije, zbog čega je često završavao u zatvoru. Jednom prilikom, kad je prevozio seksualno roblje brodom u Italiju, brod je potonuo zajedno s albanskim robovima, a Niko se jedva spasio plivajući; Bulgarin ga je optužio za krađu i otada ga želi mrtvog. Konačno, Niko je odlučio otići tražiti bolji život u Ameriku, privučen pričama svog rođaka, Romana Belića, o bogatstvu i životu u velikoj kući s mnogo žena; to će se uskoro pokazati krivim.

## Vanjske poveznice
- Niko Belić na GTA Wiki
- GTA IV na službenoj stranici Rockstar Games-a